# Trichogramma maori
Trichogramma maori är en stekelart som beskrevs av Pinto och Earl R. Oatman 1996. Trichogramma maori ingår i släktet Trichogramma och familjen hårstrimsteklar. Inga underarter finns listade i Catalogue of Life.